# Brandon Coupe
Brandon Coupe, né le 11 avril 1972 à Roseville, est un joueur de tennis américain, spécialiste du double.

## Carrière
Son principal fait notable est d'avoir atteint les quarts de finale à l'US Open en double en 2002 aux côtés de Devin Bowen. Il a remporté un seul tournoi ATP dans sa carrière à Bologne mais il a aussi remporté 11 tournois Challenger entre 1995 et 2005.

## Palmarès

### Titre en double messieurs
| No | Date       | Nom et lieu du tournoi                   | Catégorie   | Dotation  | Surface      | Partenaire  | Finalistes                        | Score    |  |
| -- | ---------- | ---------------------------------------- | ----------- | --------- | ------------ | ----------- | --------------------------------- | -------- |  |
| 1  | 08-06-1998 | Internazionali di Tennis Carisbo Bologne | Int' Series | 315 000 $ | Terre (ext.) | Paul Rosner | Giorgio Galimberti Massimo Valeri | 7-6, 6-3 |  |

### Finales en double messieurs
| No | Date       | Nom et lieu du tournoi                       | Catégorie    | Dotation  | Surface      | Vainqueurs                      | Partenaire   | Score    |  |
| -- | ---------- | -------------------------------------------- | ------------ | --------- | ------------ | ------------------------------- | ------------ | -------- |  |
| 1  | 04-08-1997 | Tournoi de tennis de Saint-Marin Saint-Marin | World Series | 275 000 $ | Terre (ext.) | Cristian Brandi Filippo Messori | David Roditi | 7-5, 6-4 |  |
| 2  | 24-08-1998 | Hamlet Cup Long Island                       | Int' Series  | 315 000 $ | Dur (ext.)   | Julián Alonso Javier Sánchez    | Dave Randall | 6-4, 6-4 |  |

## Parcours dans les tournois duGrand Chelem

### En simple
N'a jamais participé à un tableau final

### En double
| Année | Open d'Australie          | Open d'Australie          | Internationaux de France    | Internationaux de France | Wimbledon                  | Wimbledon              | US Open                     | US Open                   |
| ----- | ------------------------- | ------------------------- | --------------------------- | ------------------------ | -------------------------- | ---------------------- | --------------------------- | ------------------------- |
| 1997  | —                         | —                         | —                           | —                        | —                          | —                      | 1er tour (1/32) N. Đorđević | P. Albano À. Corretja     |
| 1998  | 1er tour (1/32) P. Rosner | N. Godwin C. Haggard      | 2e tour (1/16) S. Noteboom  | J. Eagle A. Florent      | 2e tour (1/16) D. Dilucia  | I. Kafelnikov D. Vacek | 1/8 de finale D. Randall    | N. Broad P. Norval        |
| 1999  | 1er tour (1/32) G. Grant  | J. Novák D. Rikl          | 2e tour (1/16) P. Goldstein | J. Novák D. Rikl         | 2e tour (1/16) M. Merklein | R. Federer L. Hewitt   | 1er tour (1/32) R. Koenig   | J. Gimelstob R. Reneberg  |
| 2000  | 2e tour (1/16) D. Vemić   | W. Ferreira I. Kafelnikov | 1er tour (1/32) D. Bowen    | P. Kilderry P. Tramacchi | 1er tour (1/32) D. Bowen   | A. Prieto E. Ran       | —                           | —                         |
| 2001  | 1er tour (1/32) D. Bowen  | D. Nestor S. Stolle       | —                           | —                        | —                          | —                      | —                           | —                         |
| 2002  | —                         | —                         | —                           | —                        | —                          | —                      | 1/4 de finale D. Bowen      | J. Björkman T. Woodbridge |
| 2003  | —                         | —                         | —                           | —                        | —                          | —                      | 1er tour (1/32) V. Spadea   | N. Lapentti F. López      |

N.B. : le nom du ou de la partenaire se trouve sous le résultat ; le nom des ultimes adversaires se trouve à droite.